# University of Austin
Die University of Austin (UATX) ist eine private, nichtkonfessionelle Hochschule für Geisteswissenschaften in Austin, Texas. Im Oktober 2023 erhielt die Universität ihre Zertifizierung in Texas als Universität. Sie hat einen Campus in der Innenstadt von Austin gegründet. Ihre Entstehung gilt als konservativ-liberale Gegenbewegung zu angeblich linken und identitären Meinungseinschränkungen.
Sie ist nicht zu verwechseln mit der University of Texas at Austin und dem presbyterianischen Austin College.

## Entstehung
Den Vorschlag einer University of Austin machte erstmals am 8. November 2021 ihr Gründungspräsident Pano Kanelos, ehemaliger Präsident des St John’s College in Annapolis/Santa Fe. Sein Artikel wurde von der Journalistin und Kritikerin antisemitischer Tendenzen an den US-Universitäten Bari Weiss durch Aufnahme in ihre Zeitschrift gefördert. Im November 2023 begann die Universität, Bewerbungen für ihre erste Bachelor-Aufnahme im Herbst 2024 anzunehmen, und gründete einen Campus im Scarbrough Building. Bis Sommer 2024 hat die Universität 230 Millionen Dollar von 2600 Spendern gesammelt. Durch die Spenden sollen die 100 Studierenden der ersten Kohorte gebührenfrei studieren können. Um die Ausgaben gering zu halten, sollen die meisten administrativen und unterstützenden Tätigkeiten nach Guatemala outgesourct werden.

## Mitglieder
Zu den Gründern gehören der streitbare Pädagoge Peter Boghossian, die niederländische Islamkritikerin Ayaan Hirsi Ali und die britische Philosophin Kathleen Stock, sowie der ehemalige Harvard-Präsident Lawrence Summers, die ehemalige ACLU-Präsidentin Nadine Strossen und der ehemalige Präsident des American Enterprise Institute Arthur C. Brooks.
Im November 2021 wurden auf der Website der Universität der Mathematiker Robert Jeffrey Zimmer, Larry Summers, John Nunes, Gordon Gee, Steven Pinker, Deirdre McCloskey, der Bioethiker Leon Kass, der Psychologe Jonathan Haidt, der Ökonom Glenn Loury, der in Princeton entlassene Altphilologe Joshua Katz, Vickie Sullivan, Geoffrey Stone, Bill McClay und Tyler Cowen als Mitglieder aufgeführt. Inzwischen gehört der Historiker Niall Ferguson dazu, der Ehemann von Ayaan Hirsi Ali.
Kathleen Stock stellte klar, sie werde nicht nach Austin ziehen. Steven Pinker sagte, er habe, obwohl er Teil des Beirats war, keine Pläne dort zu unterrichten, und trat später aus dem Vorstand aus. Gordon Gee, Präsident der West Virginia University, sagte: „Der Dienst in einer beratenden Funktion bedeutet nicht, dass ich alles glaube oder mit allem übereinstimme, was andere Berater mitteilen. Ich stimme weder zu, dass andere Universitäten nicht mehr nach der Wahrheit suchen, noch fühle ich, dass die Hochschulbildung irreparabel zerbrochen ist.“ Am 11. November 2021 kündigte Robert Zimmer seinen Rücktritt aus dem UATX-Vorstand an. Am 6. Juli 2022 gab die Hochschule bekannt, dass Richard Dawkins ihrem Beirat beigetreten sei.
Zu den Dozenten gehören auch der Autor und Kernkraftlobbyist Michael Shellenberger sowie die bekannten Ökonomie-Professoren Kevin M. Murphy und Robert Topel.

## Ziele
Den Vorschlag für eine University of Austin beschrieb Gabriella Swerling in The Daily Telegraph als „anti-cancel-culture“ und Alex Shephard in The New Republic als „anti-woke“.
Laut der Website plant die Universität, Rasse, Geschlecht oder Klasse in ihren Zulassungsentscheidungen nicht zu verwenden, und erklärt, dass die Schule „fest gegen diese Art von Diskriminierung steht“.

## Rezeption
Die erste Ankündigung des Projekts wurde positiv aufgenommen, es gab Lob von Law & Liberty für die Einleitung einer „neuen Ära der Bildungsreform“ und Applaus von The New Criterion für die Bemühungen, „die alte Flamme der freien Untersuchung am Leben zu erhalten“. Der Kolumnist der New York Times, Ross Douthat, sah die Gründung einer neuen Universität als positive Entwicklung und wies darauf hin, wie wenige große Universitäten seit dem neunzehnten Jahrhundert etabliert wurden, räumte aber ein, wie teuer dies sein würde. Er sah auch widersprüchliche Kräfte in dem Projekt, einschließlich der „Spannung zwischen dem Wunsch, große akademische Ernsthaftigkeit zu fördern, und dem Kulturkriegs-Fahnenschwenken, das notwendig sein könnte, um die Unterstützung der Geber zu erzwingen“.
Andere Reaktionen auf das Projekt kritisierten das Fehlen eines Plans, die Ziele zu erreichen. Die Journalistin Anemona Hartocollis stellte in Frage, ob die Gründer in der Lage sein würden, „eine provokative Idee in eine lebensfähige Institution zu übersetzen“.

## Einzelbelege
1. ↑  We Can't Wait for Universities to Fix Themselves. So We're Starting a New One. 8. November 2021, abgerufen am 7. Januar 2024 (englisch).
2. ↑  Bari Weiss über Amerikas Universitäten: Symptome einer Zivilisation im Verfall - WELT. 23. November 2023, abgerufen am 8. Januar 2024.
3. ↑  Joanne Jacobs: Can the New University of Austin Revive the Culture of Inquiry in Higher Education? In: Education Next. 7. Mai 2024, abgerufen am 3. September 2024 (amerikanisches Englisch).
4. ↑  Renowned evolutionary biologist Richard Dawkins joins UATX — UATX. 6. Juli 2022, abgerufen am 7. Januar 2024.
5. ↑  UATX | Our People. Abgerufen am 7. Januar 2024 (englisch).
6. ↑  Alex Shephard: Do We Really Need an Anti-Woke University? In: The New Republic. 8. November 2021, ISSN 0028-6583 (newrepublic.com [abgerufen am 7. Januar 2024]).
7. ↑  Allen Mendenhall: Time for a New University? – Allen Mendenhall. In: Law & Liberty. 12. November 2021, abgerufen am 11. Februar 2024 (amerikanisches Englisch).
8. ↑  The new order. In: New Criterion. Dezember 2021, abgerufen am 11. Februar 2024 (englisch).
9. 1 2  Ross Douthat: Opinion | Why We Need New Colleges. In: The New York Times. 10. November 2021, ISSN 0362-4331 (nytimes.com [abgerufen am 11. Februar 2024]).

Koordinaten: 30° 17′ 6″ N, 97° 44′ 43,1″ W